# Luis Rufinelli
Luis Ruffinelli (Villarrica, 28 de noviembre de 1889 - Asunción, 10 de enero de 1973) fue un dramaturgo, periodista y militante político paraguayo. 
Considerado como uno de los renovadores del teatro paraguayo en la década del año 1920 al 1930. Fue director del periódico El Diario y El Debate. Entre sus obras hay que destacar "La conciencia jurídica del barrio", y una comedia en tres actos llamada "Sorprendidos y desconocidos". Fue diputado durante el gobierno de Rafael Franco y miembro del Instituto Paraguayo de Letras, de la Academia de Lengua y Cultura Guaraní.

## Educación y trayectoria
Luis Rufinelli nació en Villarrica el 28 de noviembre de 1889, hijo de un italiano Francisco Rufinelli y de Concepción Fernández; cursó sus estudios primarios y secundarios en Villarrica siendo alumno del Colegio Nacional. En 1905, se muda a Asunción y luego de obtener el título de bachiller en ciencias y letras ingresó a la facultad de derecho y ciencias sociales. Durante su transcurso por la universidad se destacó como líder llegando a ser presidente del centro de estudiantes de derecho.
A fines de 1914 fue nombrado defensor de reos y pobres. Ocupó una banca en la cámara de diputados. Se dedicó al periodismo y al teatro, fundando con su hermano Francisco el semanario El Despertar, colaboró en la revista estudiantil de Asunción, escribió en El Diario y en 1937 fundó y dirigió El Debate, vocero de los principios de la revolución de febrero. Produjo comedias de mérito como "Sorprendidos y Desconocidos", un drama de contenido social y moral cuyo argumento se basa en los problemas de la falta de educación para la vida conyugal. En 1939, escribió el drama "Cuando Guerra" para el Teatro Radial que era entonces dirigido por Josefina Plá y Roque Centurión Miranda. También escribió en el idioma guaraní la obra "Guanirino". Además de dedicarse a la poesía siendo sus versos publicados en La Unión en 1949.

## Obras
Sus obras teatrales están escritas en guaraní y castellano, representan situaciones lógicas, presentan diálogos sintéticos y un adecuado manejo del ritmo teatral y poseen gran tinte político y feminista.
- Sorprendidos y desconocidos (1924)
- Victoria
- La conciencia jurídica del barrio
- Guariniro